# Anton s Padove
Meštar Anton s Padove (Kašćerga, djeluje od 1529. do 1537.), hrvatski je slikar.
Umjetnik Anton s Padove radio je u nekoliko istarskih gradića, a njegova su djela važna za hrvatsko kulturno naslijeđe i zbog glagoljičnog natpisa na njima.

## Životopis
Umjetnik je porijeklom iz Istre, iz mjesta Kašćerga, koje se u srednjem vijeku nazivalo latinskim nazivom Padova. Nije poznata godina njegovog rođenja i smrti, no zna se da je djelovao od 1529. godine, kada je započeo radnju na kapelici sv. Roka, do 1537. godine, kada je završava. U tom razdoblju radio je i na ostalim projektima, no od njih nam je poznat jedino drveni oltar iz Huma iz 1533. godine. 
Meštar Anton s Padove zadržao je svoj umjetnički stil, poseban i naivan, kakav je mogla razumjeti njegova publika - priprosti puk kojem je i sam pripadao. Njegova umjetnost zato se ne može usporediti s velikim imenima, no zauvijek će živjeti, kako navodi Fučić, dok bude djece i ljudi koji znaju gledati dječjim, jednostavnim očima. U njegovom se radu, uglavnom u pojedinim formalnim elementima, naziru provincijski odrazi utjecaja mletačkog slikarstva s kraja 15.stoljeća.

## Djela

### Crkva sv. Roka
U malenoj crkvi sv. Roka u Draguću prvi put susrećemo meštara Antona s Padove, gdje je naslikao 28 ciklusa fresaka. Svi zidovi su ukrašeni šarolikim biblijskim scenama te ne ostavljaju niti malo prostora praznoj neoslikanoj žbuci. Meštar je koristio boje otopljene u vapnencu, koje su na nekim mjestima nježne i blijede, a na nekim jarke i zagasite. Koristio je preljeve ružičaste, sivkaste i žute pa nanosio boju hrđe i tople tonove pečene zemlje, a uz modro nebo i zelene trave kombinirao bi i jarki sjaj naranača i mrlje otvorenih crvenila. Kompoziciju je svladao s poljima koje je uokvirio cvijećem, lišćem, viticama i raznobojnim linijama, a u polja smjestio svece. 
Nad vratima je u hrvatskom glagoljičnom natpisu pod freskom Imago pietatis zabilježen datum, autorovo ime, imena naručitelja, župana i dr. 
Na istočnom je zidu Navještenje kombinirano sa svecima. Pobožnost ljudi, koja je uvijek bila pripravnija od neba tražiti nego mu zahvaljivati, uvrstila je svece koji su se tražili za pomoć u tegobama u Draguću. Crkva je izgrađena za vrijeme haranja kuge Europom, te su se pojedinci i općine zavjetovali zaštitnicima od kuge, među kojima je bio i sv. Rok. Na freskama na istočnom zidu povrh oltara naslikani su zaštitnici. U sredini je sv. Rok, hodočasnik koji se u 14. stoljeću zaputio iz francuskog grada Montpelliera u Italiju, da ljubav i samaritansku samilost preda bližnjima i da bude sam zaražen kugom te umre kao svetac. Prikazan je u hodočasničkoj odjeći, ogrnut mantijom i pokriven klobukom, sa štapom u ruci i školjkom na prsima, pokazujući svoju ranu. Pored njega prikazan je sv. Fabijan s mučeničkom palmom u ruci, te goli sv. Sebastijan. Na južnom su zidu prikazani pomrli od kuge. Uz njih stoje sv. Rok i sv. Sebastijan, a Bog na nebu vraća mač u korice, čime se simbolizira prestanak pošasti. Navještenje se odvija pred naslikanim lukovima i stupovljem, kroz koje se otvara pogled u krajolik. Lik Boga nazire se kroz nebo kako upućuje Djevici Riječ u obliku malog djeteta – Krista.
Na južnom zidu prikazano je Rođenje Kristovo, Bijeg u Egipat, Prikazanje u hramu te proroci i sveci. Rođenje je mali prizor na pozornici, a u pozadini su kulise s arhitekturom, sa slamnatim krovom štale, brdima te likovima Djevice i Josipa kako kleče uz golo dijete. Bijeg je predočen s „blagošću i umilošću lirske pjesme“. Na početku kreće povorka pred zelenim krajolikom, u sredini jaše Djevica s djetetom, slijedi je Josip, a ispred nje, kao zamjena za anđela-vodiča, prikazan je seljak koji sjedi držeći uzde. Na Prikazanju u hramu u sredini prikazan je Simeon kako drži dijete, okružen s Djevicom i ženom sa svijećom i žrtvenim golubicama. Naslikana je još scena Krista pred Herodom gdje je prikazano dovođenje Krista pred židovskog vladara koji sjedi okrunjen na prijestolju. Druga scena, Krist pred Pilatom, u gotovo je jednakoj kompoziciji, a Krista odvode zavezana. Zajednički element na slikama paranje je Kristove haljine.
Na sjevernom zidu prikazano je Krštenje, Napastovanje Kristovo u pustinji, prizor sv. Margarete, Poklonstvo, Euharistijski Krist te niz svetaca. Poklonstvo je najradosnija i najživlja slika. Ovu uzgibanu povorku pozadinski prati valovita i živa crta brjegova s cvijećem te gradom na vrhu. Kako bi rekao Branko Fučić: „Kao u nekom kazalištu lutaka nižu se sve u jednom redu dvorjaci u kićenoj odjeći talijanskih dvorova onog doba.“
Likovi su odjeveni raznoliko, s mnogo detalja, s rumenim obrazima, nadignutim obrvama i začuđenim osmjehom lutkica, u raznobojnim tkaninama i krojevima, ukrašeni perjanicama, sa zastavama koje pored njih vijore. Na lijevo počinje njihov put u Jeruzalem, vidimo kralja kako se oprašta s Herodom, a prizor završava na desnoj strani ispred štale. Majstor nije zamislio prostorno jedinstvo; htio je ispričati događaj sa što više pojedinosti, a likovi se pojavljuju čak i više puta. Tako se kralj ponovno pojavljuje pred štalom i Kristu ljubi noge. Krštenje je prikazano s golim Kristom u vodi, koji je okružen anđelom i Krstiteljem te s golubicom Duha Svetog iznad njegove glave. Meštar je prikazao vodu samo s nekoliko valovitih linija te nije savladao prostornu dubinu, barem ne onako kako su je drugi majstori znali savladati u ono doba. Na Napastovanju Kristovu našli su se sučelice Krist i Đavao, a u pozadini je naslikana arhitektura i krajolik. Krajolik je fantastičan po svojim isturenim oblicima brjegova te po sadržaju: na brijegu, ispred kojeg Đavao iskušava Krista dajući mu kamen da ga pretvori u kruh, nacrtana je crkvica koja nalikuje na crkvu sv. Roka. Đavao je maštovito prikazan: prikriva svoju nakaznost pod ruhom pustinjaka, ali ga odaju rogovi i ptičje noge. Euharistijski Krist mala je freska kojoj je cilj bio približiti misao o Kristovu životu u Euharistiji. Oko kaleža s hostijom nalaze se lubanje, a nad njim Veronikin rubac. Rubac je znak Muke i otkupiteljske Žrtve na Kalvariji, a kalež je simbol Euharistije, vječnog života koji se suprotstavlja duhovnoj smrti.
Na zapadnom zidu nalazi se Krist-patnik (Imago Pietatis) te oštećeno polje, vjerojatno s prikazom Posljednjeg suda. U prvoj sceni vidimo Krista prekriženih ruku kako stoji ispred groba, a okružuju ga Ivan evanđelist i tri Marije što plaču. U pozadini je križ s kojeg su ga nedavno skinuli. Ovakve slike stvorila je odgojna misao i pobožno čuvstvo srednjeg vijeka. Lik Krista-patnika izazivao je u gledaocu skrušenost i molitvu u pobožnom ganuću.

## Ostala djela
Za crkvicu sv. Jeronima u Humu izradio je 1533. godine Humski triptih, slikan tehnikom zidnoga slikarstva. Na njemu su prikazani Bogorodica s djetetom na prijestolju, mali lik donatora popa glagoljaša (Ivana Pečanića) uz podnožje, te monumentalni likovi sv. Jeronima i nepoznatog mučenika. U luneti je Bog u anđeoskoj slavi. Na predeli u glagoljičnom natpisu popa Andrije Prašića navodi se datum s imenima slikara i humskih muževa koji su naručili slike, a spominju se i nevolje vezane za turske pohode na Ugarsku. Na slici su uz rub platna nađeni i glagoljični ostrišci nepoznate liturgijske knjige iz 13./14. st., u znanosti nazvani „Humskim ostrišcima“ (B. Fučić). Triptih je jedina poznata slika na platnu domaćega srednjovjekovnog slikara u Istri. Pripisuju mu se još i freske s nizom svetačkih likova i prizora iz legendi u crkvi sv. Roka u Oprtlju.

## Galerija djela
- freske Antona s Padove iznad ulaznih vrata u crkvici sv. Roka u Draguću
- freska Antona s Padove u crkvici sv. Roka u Draguću, prikaz Krištenja Kristovog
- freska Antona s Padove u crkvici sv. Roka u Draguću, prikaz svetog Jeronima
- freska Antona s Padove u crkvici sv. Roka u Draguću, prikaz Napastovanja u pustinji
- freska Antona s Padove u crkvici sv. Roka u Draguću, prikaz svetog Augustina